# شبكات العالم الصغير

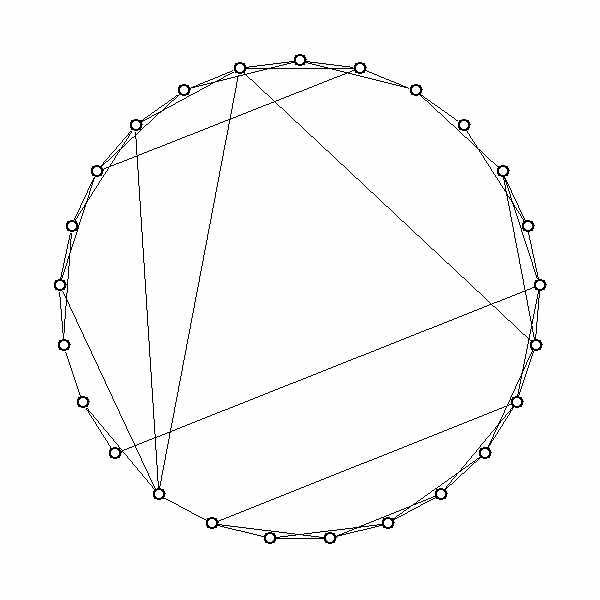
شبكة معقدة ان ٢٥ دبليو اس

شبكة العالم الصغير (بالإنجليزية: Small world Network)‏ هي نوع من المخططات الرياضية ( الرسوم البيانية التي تكون معظم العقد فيها ليست جارة لبعضها البعض، ولكن يمكن الوصول إلى معظم العقد انطلاقا من العقد الأخرى من خلال عدد صغير من القفزات أو الخطوات. على وجه التحديد، يطلق اسم شبكة العالم الصغير على الشبكة التي يكون فيها المسافة المعيارية L بين عقدتين عشوائيتين (عدد الخطوات المطلوبة بينهما) تنمو بالتناسب مع لوغاريتم عدد العقد N في الشبكة، بحيث يكون 
{\displaystyle L\propto \log N}
في سياق الشبكات الاجتماعية، هذا يؤدي إلى ظاهرة العالم الصغير حيث يتم الربط بين الغرباء عن طريق واحد من معارفهم المشتركين. تم نمذجة الكثير من البيانات التجريبية بواسطة شبكات العالم الصغير كالشبكات الاجتماعية، والاتصالات على شبكة الإنترنت،و الويكي مثل ويكيبيديا، وشبكات الجينات. كل هذه الشبكات تظهر خصائص شبكة العالم الصغير.
عرّف العالمان دنكان واتس وستيفن ستروغاز في عام 1998 شبكات العالم الصغير كصنف من المخططات البيانية العشوائية S  وأشارا إلى أن الرسوم البيانية يمكن تصنيفها وفقا لاثنين من السمات الهيكلية مستقلة، وهي معامل التجميع، ومتوسط المسافة بين عقدة إلى عقدة (المعروف أيضا باسم أقصر متوسط طول مسار).
الرسوم البيانية العشوائية البحتة، التي بنيت وفقا ل (ER) نموذج اردوس-ريني، تحمل متوسط صغير لأقصر طول المسار (يتغير بحسب لوغاريتم عدد العقد) جنبا إلى جنب مع معامل تجميع صغير. لكن واتس وستروغاز تمكنا من قياس أنه في الواقع العديد من الشبكات في العالم الحقيقي تحقق متوسط أقصر طول الطريق بقيمة صغيرة، ولكن شبكات العالم الحقيقي تجعل معامل التجميع أعلى بكثير مما كان متوقعا عن طريق الصدفة العشوائية. ثم اقترح واتس وستروغاتز نموذجا بيانيا مبدعا، اطلقا عليه اسم نموذج واتس و ستروغاتز، حيث يحقق (1) معدل صغير لأقل طول مسار، و (2) معامل تجميع كبير. وقد مثل لأول مرة بارتيليمي وأمارال في عام 1999. التلاقي في نموذج واتس و ستروغاتز ما بين شبكات «العالم الكبير» (مثل شعرية)، وشبكات العالم الصغير. تبع هذا العمل عدد كبير من الدراسات، بما في ذلك النتائج الدقيقة (بارا وWEIGT، 1999؛ Dorogovtsev ومنديس؛ Barmpoutis وموراي، 2010).

## خصائص شبكات العالم الصغير
الشبكات الصغيرة في العالم تميل إلى احتواء الزمر، وشبه الزمر، وهذا يعني الشبكات الفرعية التي لها صلات بين أي عقدتين داخلها تقريبا. هذا بسبب الخاصية المميزة لكون معامل التجميع عالي. ثانيا، ترتبط معظم أزواج العقد بواسطة مسار واحد قصير على الأقل. ويستنتج هذا من خاصية أن المعدل-أقصر طول مسار يكون صغير.
غالبا ما ترتبط العديد من الخصائص الأخرى مع الشبكات الصغيرة في العالم. عادة ما يكون هناك كثرة في المجمعات  - العقد في الشبكة مع عدد كبير من الاتصالات المعروفة باسم (العقد ذات الدرجة العالية). هذه المحاور بمثابة صلات مشتركة التوسط في أطوال مسار قصير بين حواف أخرى. عن طريق القياس، شبكة العالم الصغير المشكلة من رحلات شركات الطيران لديها متوسط طول مسار صغيرة (أي بين أي مدينتين أنت من المحتمل أن تضطر إلى اتخاذ ثلاثة أو أقل رحلات جوية) حيث يتم تحويل عدد من الرحلات من خلال المدن المجمع.
وكثيرا ما تحلل هذه الخاصية من خلال النظر في جزء من العقد في الشبكة التي تحتوي على عدد معين من الاتصالات داخلة اليها (درجة توزيع الشبكة). الشبكات التي لها عدد أكبر من المتوقع من المجمعات سيكون لديها جزء أكبر من العقد ذات الدرجة العالية، وبالتالي سيتم إثراء درجة التوزيع بقيم درجة عالية. ويعرف هذا بالعامية توزيع دهون الذيل. على وجه التحديد، إذا كان لديها توزيع الدرجة يمكن ان يتناسب مع توزيع قانون القوة، فان هذا يمكن أن يعتبر إشارة إلى أنها شبكة العالم الصغير. ومن المعروف أيضا أن الشبكات التي فيها توزيع الدرجة يتبع توزيع قانون القوة فانها تسمى شبكات شبكات التوسع الحر وشبكة. الرسوم البيانية من طوبولوجيات مختلفة جدا يمكن وصفها بأنها شبكات العالم الصغير، طالما أنها تحقق المتطلببين الاثنين الواردين في التعاريف أعلاه.
R. كوهين وHavlin  أظهرا بشكل تحليلي أن شبكات التوسع الحر هي شبكات العالم الصغير جدا. في هذه الحالة، وبسبب المجمعات، تصبح أقصر مسارات أصغر بكثير وحجم كما
{\displaystyle L\propto \log \log N}

## أمثلة من شبكات العالم الصغير
تم العثور على أمثلة لشبكات العالم الصغير في العديد من الظواهر في العالم الحقيقي، بما في ذلك خرائط الطرق، والسلاسل الغذائية، وشبكات الطاقة الكهربائية، وشبكات معالجة الأيض، وشبكات من الخلايا العصبية في الدماغ،
شبكات الناخبين، الرسوم البيانية مكالمة هاتفية، وشبكات النفوذ الاجتماعي.
شبكات من البروتينات المتصلة لها خصائص العالم الصغير حيث يتبع توزيع الدرجة قانون القوة. النسخي وبالمثل شبكة ثانية، في العقد الذي هي الجينات ثانية، وأنها ترتبط إذا لجين واحد تأثير وراثي أعلى أو لأسفل التنظيم من جهة أخرى، لها خصائص شبكة العالم الصغير.

## أمثلة من شبكات غير صغيرة العالم
ما يقلل احتمال أن يكون لأي شبكة خواص العالم الصغير هو أن تزداد الروابط بين أي عقدتين أساسا من القرب الزماني أو المكاني. لأنه قد لا يكون هناك مسار قصيرة بين عقدتين «بعيدتين». التقيد بالحيز المادي أو الزماني، كما هو الحال في نظام مترو الأنفاق أو شبكة الطرق، يميل إلى عرقلة تشكيل روابط طويلة وخاصة تلك التي تؤدي إلى تشكيل مجمّع.
وفي مثال آخر، فإن نظرية الشهيرة "ست درجات من الانفصال" بين الناس يفترض ضمنيا أن مجال الدراسة هو مجموعة من الناس على قيد الحياة في أي وقت واحد. عدد درجات الانفصال بين ألبرت أينشتاين والإسكندر الأكبر يكاد يكون من المؤكد أكبر من 30 وليس لدى هذه الشبكة خصائص العالم الصغير. وشبكة «ذهبت إلى المدرسة مع» لها قيد مشابه: فإذا ذهب شخصين لنفس الكلية بفارق زماني عشر سنوات، فمن غير المرجح أن لديهم معارف مشتركة بين الطلاب.
وبالمثل، عدد محطات التقوية التي يجب تمرير رسالة من خلالها ليست دائما صغيرة. في الأيام الذي كان ينقل فيها البريد باليد أو على ظهور الخيل، كان عدد المرات التي تتنقل فيها الرسالة بين الأيدي فيما بين المصدر والوجهة كانت أكبر بكثير مما هو عليه اليوم. عدد المرات التي تغير رسالة اليدين في أيام التلغراف البصرية (حوالي 1800-1850) تحدده متطلبات محطتين يتم توصيلها عن طريق خط البصر.
الافتراضات الضمنية، إن لم يتم فحصها، يمكن أن تسبب تحيزا في دراسات الرسوم البيانية (المخططات) لصالح إيجاد شبكات العالم الصغير (مثال على تأثير درج ملف الناتجة عن التحيز في النشر).

## متانة الشبكة
هو الافتراض من قبل بعض الباحثين مثل Barabási أن انتشار شبكات العالم الصغير في النظم البيولوجية قد يعكس ميزة تطورية هذا الهيكل (البنية). أحد الاحتمالات هو شبكة العالم الصغير هي أكثر متانة للاضطرابات من هياكل (بنى) الشبكات الأخرى. إذا كانت هذه هي الحالة، فإنه يوفر ميزة للنظم البيولوجية التي تتعرض للضرر بسبب طفرة أو عدوى فيروسية.
في شبكة العالم الصغير الخاضعة لتوزع قانون القوة، نادرا ما يؤدي حذف عقدة عشوائية إلى زيادة كبيرة في أقصر طول يعني-المسار (أو انخفاض كبير في معامل التجميع). وهذا ناجم عن حقيقة أن معظم المسارات الأقصر بين العقد تمر من خلال المجمعات، وإذا تم حذف العقدة الطرفية فمن غير المحتمل أن تتداخل مع المرور بين العقد الطرفية الأخرى. بما أن نسبة العقد الطرفية في شبكة عالم صغير هو أعلى بكثير من نسبة المجمعات، فان احتمال حذف عقدة مهمة هو منخفض جدا. على سبيل المثال، إذا اغلق مطار صغير في صن فالي، أيداهو، فإنه لن يزيد متوسط عدد الرحلات التي يسافر بها الركاب الآخرين في الولايات المتحدة للوصول إلى وجهاتهم الخاصة. وهذا يعني أن الحذف العشوائي للعقد إذا أصاب مجمعا عن طريق الصدفة، يمكن أن متوسط طول المسار يتزايد بشكل كبير. ويمكن ملاحظة هذا سنويا عندما يتم اغلاق المطارات المجمعة الشمالية مثل مطار شيكاغو أوهير، بسبب هطول الثلوج، فان كثيرا من الناس سيكون عليهم القيام برحلات إضافية.
على النقيض من ذلك، في شبكة عشوائية، فان كافة العقد التي لديها تقريبا نفس عدد الاتصالات، وحذف عقدة عشوائية من المرجح أن يزيد من متوسط-أقصر طول المسار قليلا ولكن بشكل ملحوظ لكل عقدة حذفها تقريبا. لأجل ذلك نقول أن الشبكات العشوائية هي عرضة للاضطرابات عشوائية، في حين أن الشبكات العالم الصغير هي متينة. ومع ذلك، شبكات العالم الصغير عرضة لهجوم استهدف المجمعات، في حين أن شبكات عشوائية لا يمكن استهدافها لعطل كبير.
بشكل مناسب، تطورت الفيروسات لتتدخل في نشاط البروتينات المجمعة مثل بي53 وبالتالي إحداث تغييرات هائلة في السلوك الخلوي الذي تؤدي إلى تكاثر الفيروس.

## بناء شبكات العالم الصغير
الآلية الرئيسية لبناء شبكات العالم الصغير هي الآلية واتس ستروغاز Strogatz.
ويمكن أيضا إدخال شبكات العالم الصغير مع التأخير الزمني،  والتي لن تنتج فقط نمط هندسي متكرر ولكن أيضا
الفوضى  في ظل الظروف المناسبة، أو التحول إلى الفوضى في ديناميكية الشبكات.
شيدت مخططات درجة القطر بحيث يكون عدد جيران كل قمة في الشبكة محدود، في حين أن المسافة من رأس
(قمة) معين في الشبكة إلى أي قمة أخرى (القطر من شبكة) في قيمتها الأدنى. بناء مثل هذه شبكات العالم الصغير يتم كجزء من الجهود الرامية إلى إيجاد رسوم بينانية (مخططات) للترتيب قريبة من حد مور.
وهناك طريقة أخرى لبناء شبكة عالم صغير من الصفر قدمها بارمبوتز Barmpoutis وآخرون،  حيث يتم إنشاء شبكة مع متوسط مسافة صغيرة جدا ومتوسط تجميع كبيرة جدا. تعطى خوارزمية سريعة بتعقيد مستمر، جنبا إلى جنب مع قياسات لمتانة الرسوم البيانية الناتجة عن ذلك. اعتمادا على تطبيق كل شبكة، يمكن للمرء أن تبدأ مع واحدة من هذه الشبكة «العالم الصغير جدا»، ومن ثم إعادة تزويد بعض الأضلاع، أو استخدام العديد من هذه الشبكات الصغيرة وsubgraphs إلى رسم بياني أكبر.
انظر أيضا: تجميع محدود الانتشار، وتشكيل نمط{/2

## تطبيقات لعلم الاجتماع
مزايا شبكة العالم الصغير لجماعات الحركة الاجتماعية تتمثل في مقاومتهم للتغييرعن طريق أدوات فلترة استخدام العقد متصلة إلى حد كبير، وفعاليتها على نحو أفضل في نقل المعلومات مع الحفاظ على عدد كبير من الروابط المطلوبة لتوصيل الشبكة إلى الحد الأدنى.
نموذج شبكة العالم الصغير هو تطبيق مباشرة إلى مجموعة نظرية تقارب تقدم في الطروحات السوسيولوجية التي كتبها وليام فينيجان. مجموعات التقارب هي مجموعات الحركة الاجتماعية التي هي صغيرة وشبه مستقلة وتعد بالوصول إلى هدف كبير أو فعل. على الرغم من كونهم غير منتسبين إلى حد كبير على مستوى العقد، فان لعدد قليل من الأعضاء وظيفة ربط عالية كما عقد الربط، ربط مجموعات مختلفة من خلال الشبكات. وقد أثبت نموذج العالم الصغير انه تكتيك احتجاجي فعال للغاية قي مواجهة عمل الشرطة. يقول كلاي شيركي كلما كبرت الشبكة الاجتماعية الناشئة من شبكات العالم الصغير، كلما زادت قيمة العقد ذات التوصيلات العالية داخل الشبكة. نفس الشيء يمكن أن يقال عن نموذج مجموعة تقارب، فعندما يرتبط عدد قليل من الناس داخل كل مجموعة بالمجموعات الخارجية فان هذا يمكّن كم كبير من التحرك والتكيف. مثال عملي على ذلك هو تشبيك عالم صغير من خلال مجموعات تقارب التي رسم مخططها وليام فينيجان للتعبير عن الاحتجاجات ضد منظمة التجارة العالمية في سياتل 1999 .

## تطبيقات لعلوم الأرض
العديد من الشبكات التي تدرس في الجيولوجيا والجيوفيزياء أظهرت أن لها خصائص شبكات العالم الصغير. وقد أظهرت شبكات نظم الكسر والمواد المسامية (النفوذة) هذه الخصائص. قد تكون الشبكة الزلزالية في المنطقة الجنوبية لكاليفورنيا شبكة عالم صغير. الأمثلة أعلاه تشمل نطاقات مكانية مختلفة جدا، مما يدل على ثبات حجم الظاهرة في علوم الأرض.

## تطبيقات الحوسبة
استخدمت شبكات العالم الصغير لتقدير معدل استخدام المعلومات المخزنة في قواعد البيانات الكبيرة. ويطلق على هذا القياس اسم قياس تحول بيانات العالم الصغير. كلما شابهت زوابط قواعد البيانات شبكة العالم الصغير كلما زاد احتمال ان المشتخدم سيكون قادرا على استخلاص معلومات في المستقبل. هذا الاستخدام يأتي عادة بكلفة كمية المعلومات التي يمكن تخزينها في نفس المستودع.

## الشبكات العصبية الصغيرة في العالم في الدماغ
تظهر كل من الاتصالات التشريحية في الدماغ  وشبكات التزامن من الخلايا العصبية القشرية  طوبولوجيا العالم الصغير.
شبكة العالم الصغير من الخلايا العصبية يمكن أن تحمل الذاكر قصيرة الأمد. النموذج الحاسوبي الذي وضعه Solla وآخرون.  له حالتين مستقرتين، خاصية (وتسمى bistability) مزدوج الاستقراريعتقد أنها مهمة في ذاكرة التخزين. نبضة تفعيل ولدت حلقات نشاط متكيفة ذاتيا للتوصيل بين الخلايا العصبية. بينما أنهى النبض الثاني هذا النشاط. تتنقل نبضات النظام بين حالتين مستقرتين: تدفق (تسجيل «الذاكرة»)، وركود (الاحتفاظ به).
على مستوى أكثر عمومية، العديد من الشبكات العصبية على نطاق واسع في الدماغ، مثل النظام البصري وجذع الدماغ، يحمل خصائص العالم الصغير 

## عالم صغير مع توزيع طول الرابط
ويتضمن النموذج WS توزيع موحد من الروابط بعيدة المدى. عندما يكون توزيع أطوال الرابط التالي يتبع توزيع قانون القوة، يتغير متوسط المسافة بين موقعين اعتمادا على قوة التوزيع.

## وصلات خارجية
- شبكات القرب دينامية لـ سيث J. تشاندلر، ومشروع شروح ولفرام.
- شبكات العالم الصغير مدخل (مقالة) على سكولاربيديا Scholarpedia (بواسطة ميسون A. بورتر)